# Katalog arcybiskupów gnieźnieńskich
Katalog arcybiskupów gnieźnieńskich (łac. Catalogus archiepiscoporum gnesnensium) – dzieło Jana Długosza zawierające życiorysy biskupów gnieźnieńskich. Skompletowane zostało przed 1476 rokiem . Prócz katalogu biskupów gnieźnieńskich, Długosz napisał także katalog biskupów wrocławskich, włocławskich, poznańskich, płockich oraz krakowskich  .

## Historia
Katalog powstał na podstawie danych zebranych przez Długosza podczas prac nad jego Rocznikami, a prawdopodobnie także na podstawie fragmentów wcześniejszych katalogów, niezachowanych do współczesności . Jednym z jego współpracowników, a być może także współautorem części biogramów, był Sędziwoj z Czechla  . Oryginalny autograf dzieła Długosza, napisanego w latach 1460–1472, nie zachował się. Przetrwała natomiast kopia, niemal współczesna autografowi.
Kilkadziesiąt lat po śmierci autora biskup krakowski Piotr Tomicki zlecił Stanisławowi Samostrzelnikowi wykonanie iluminacji pierwszych dwóch katalogów, obejmujących biskupów diecezji gnieźnieńskiej i krakowskiej . W latach 1530–1535 w warsztacie Samostrzelnika powstała edycja katalogu opatrzona kilkudziesięcioma miniaturami przedstawiającymi opisanych w dziele biskupów, sceny z Nowego Testamentu oraz patronów niektórych spośród opisanych dygnitarzy . Z powodu śmierci Tomickiego w 1535 część miniatur nie została ukończona, zaś kodeks przeszedł na własność jego siostrzeńca, prymasa Andrzeja Krzyckiego. Kolejny właściciel, kanclerz Jan Zamoyski, przekazał rękopis do biblioteki Akademii Zamojskiej. Na początku XIX w. został wraz z jej zbiorami włączony do Biblioteki Ordynacji Zamojskiej.
Obecnie iluminowana edycja Katalogu znajduje się w zbiorach Biblioteki Narodowej w Warszawie . Rękopis został zdigitalizowany i jest dostępny w bazie Polona. Od 2024 manuskrypt prezentowany jest na wystawie stałej w Pałacu Rzeczypospolitej.
Jako Katalog biskupów gnieźnieńskich jest określany także oparty na pracy Długosza tzw. katalog II, doprowadzony przez anonimowego autora do roku 1531 .

## Opis
Kodeks o wymiarach 32×24 cm składa się ze 145 kart (290 stron). Strony 1–124 zajmuje Catalogus archiepiscoporum Gnesnensium, zaś  strony 125–285 – Vitae episcoporum Cracoviensium. Na stronach 286–289 znajdują się notatki. Strony 2–3 i 290 są niezapisane.
Na zdobienia składa się:
- 1 miniatura całostronnicowa, ukazująca św. Stanisława[7][6]
- 45 miniatur prawie cało- lub półstronicowych obwiedzionych wraz z tekstem bordiurą ornamentalną i floraturą[7]
- 26 miniatur niezrealizowanych, mających postać pustych bordiur[7][6]
- inicjały ornamentalne[7]

Biskupi na miniaturach przedstawieni są w szatach pontyfikalnych. Ukazywani są często we wnętrzach komnat otwierających się na krajobraz. Zazwyczaj zasiadają na tronach lub kamiennych ławach, rzadziej przy pulpitach. Na niektórych miniaturach za plecami dostojników zawieszona jest ozdobna tkanina .  Podobizny biskupów nie mają charakteru schematycznych wizerunków, lecz stanowią zindywidualizowane portrety, mimo że są portretami imaginacyjnymi . Szczególnie okazała jest miniatura na karcie 2, przedstawiająca św. Stanisława otoczonego grupką dostojników, którego adoruje król Zygmunt Stary i biskup Piotr Tomicki .
Kompozycje uzupełnione są herbami rodowymi dostojników, a czasami także wizerunkami świętych patronów. W bordiury niektórych stron wplecione są medaliony z wizerunkami dawnych władców Polski, jak Bolesław Chrobry, Bolesław Śmiały, Władysław Wygnaniec, Władysław Jagiełło.
Biografie najwcześniejszych biskupów działających w XI i XII wieku w większości są ubarwione fikcyjnymi historiami , przez co dla współczesnych historyków mają znikomą wartość , zakłada się jednak, że imiona biskupów Długosz podał poprawnie . Mimo zawartych w dziele błędów , jest ono ważnym dokumentem dotyczącym wczesnej historii Polski i stanowi podstawę wielu późniejszych katalogów biskupów, m.in. wydanego w 1881 opracowania krytycznego autorstwa Jana Korytkowskiego .

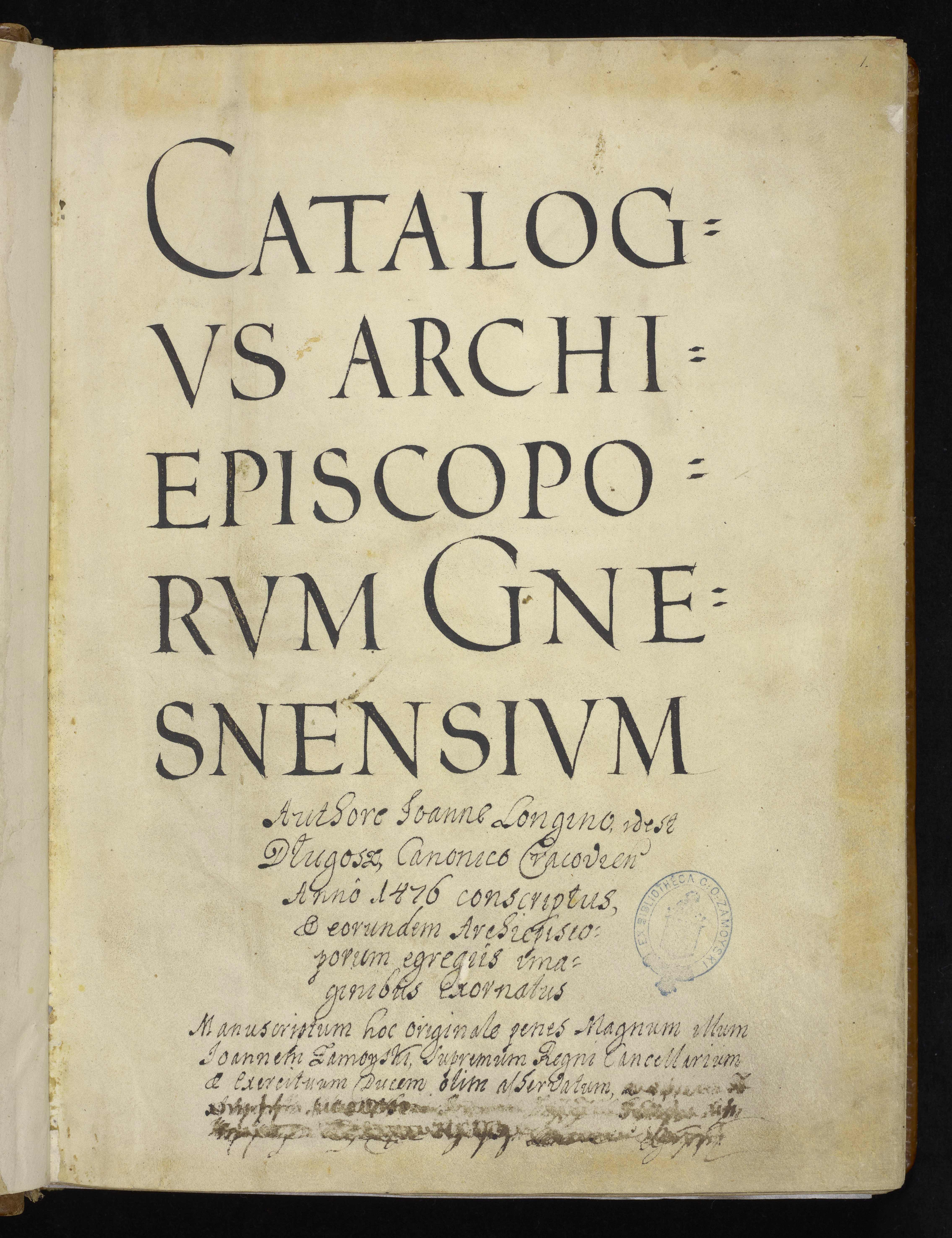
Strona tytułowa
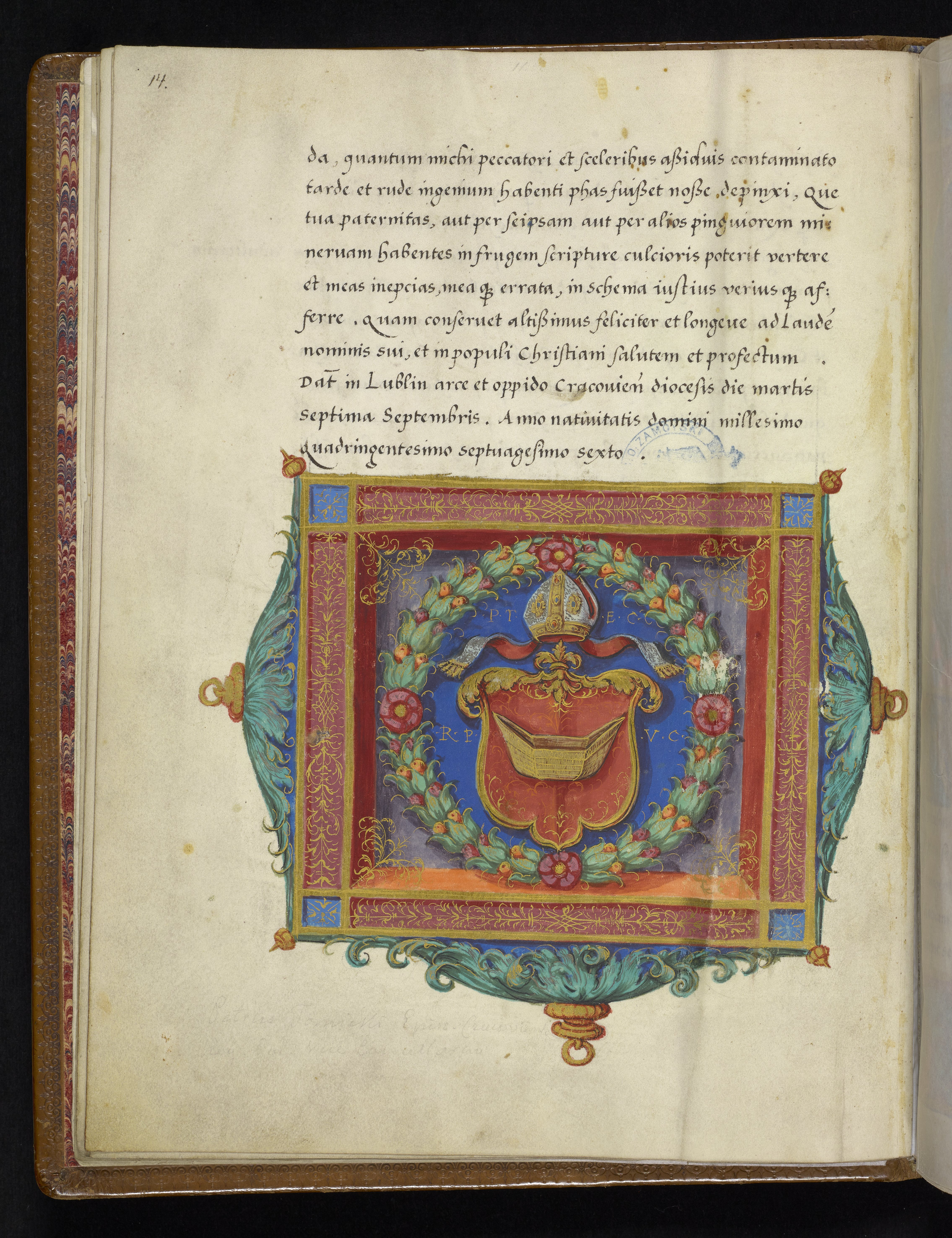
Łodzia – herb Tomickiego
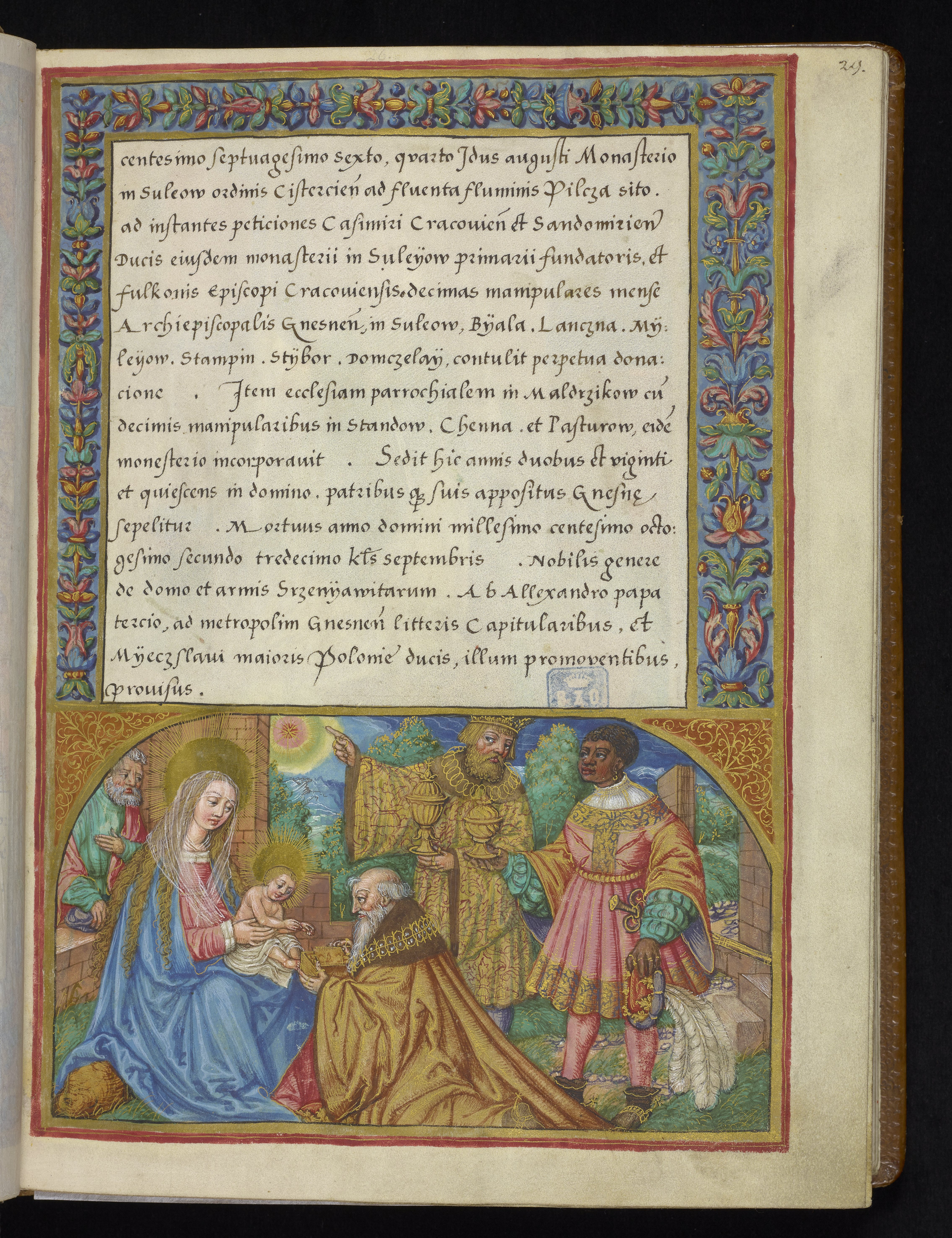
Miniatura z pokłonem Trzech Króli
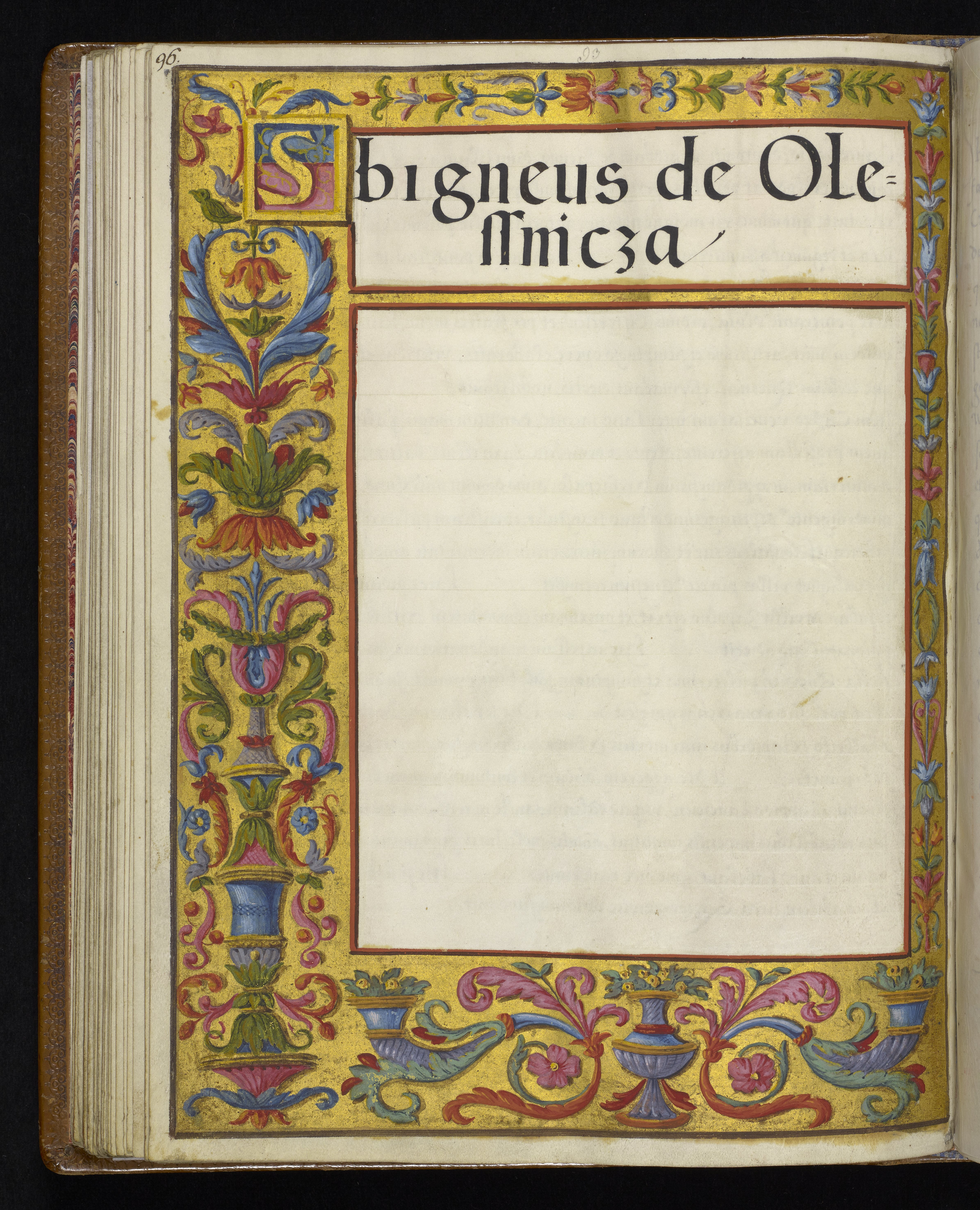
Nieukończona miniatura mająca przedstawiać Zbigniewa Oleśnickiego
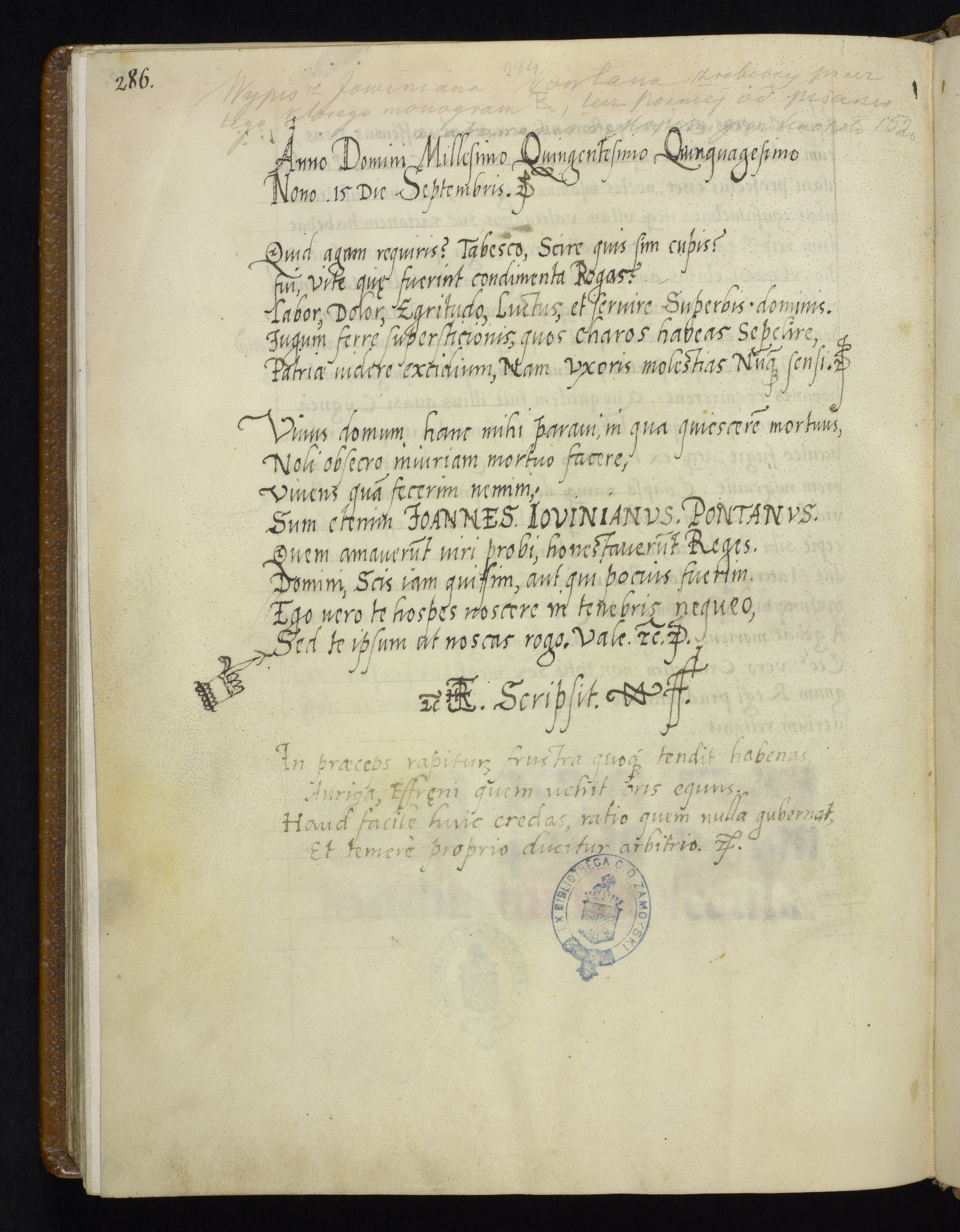
Notatki na końcowych stronach